# Julius Petersen (kemist)
Julius Christian Petersen, född 26 februari 1865 i Odense, död 16 februari 1931, var en dansk kemist. 
Petersen blev cand.polyt. 1889, samma år assistent vid Polyteknisk Læreanstalts kemiska laboratorium och tog doktorsgraden 1899, efter att han 1897 hade fått Videnskabernes Selskabs guldmedalj for besvarandet av en prisuppgift i kemi om elektrolys av organiska syror. År 1902 blev han docent i kemi vid Köpenhamns universitet och docerade från 1903 i elektrokemi vid Polyteknisk Læreanstalt, vid vars kemiska laboratorium han var anställd, tills han 1908 utnämndes till professor i kemi vid Köpenhamns universitet. Han utförde en rad arbeten, främst angående elektrolys av organiska syrors alkalisalter och på den analytiska kemins område. Han utgav även några kemiska läroböcker för skolbruk.